# Mario Pennacchia
Mario Pennacchia (né à Itri le 10 mai 1928 et mort à Rome le 24 août 2021)  est un écrivain et  journaliste sportif italien qui a écrit pour Corriere dello Sport, Il Corriere dello Sport, La Gazzetta dello Sport, Il Messaggero et Il Giorno, .

## Publications
- Storia della Lazio (Ed.Corriere dello Sport) 1969.
- Gli Agnelli e la Juventus, Rizzoli, Milan, 1985.
- Lazio patria nostra, Edizioni Abete, Rome, 1994.
- Lazio pioniera del terzo millennio, Abete, 1999.
- Il calcio in Italia, UTET, Turin, 1999,  (ISBN 8802053510)
- Football Force One. La biografia ufficiale di Giorgio Chinaglia, Limina, 2001.
- Anche i ragazzi hanno fatto la storia, Garzanti scuola, 2004.
- L'amore scosso, Protagon, 2005.
- Il Generale Vaccaro - L'epopea dello sport italiano da lui guidato a vincere tutto, Lucarini, 2008.
- Oltre il suono della campanella, Loescher - Marco Derva, 2009.
- La vita disperata del portiere Moro, 2011.
- Gli scudetti che vinsero la guerra, Ultra sport, 2013.
- Sessant'anni fra campioni e miti, intrighi e follie, 2014.
- Oltre il suono della campanella, 2011.